# Hyundai Ioniq 9
A Hyundai Ioniq 9 egy akkumulátoros elektromos, crossover SUV autótípus, három üléssorral, amelyet 2025 óta gyártanak. Az Ioniq 5 és Ioniq 6 után ez a harmadik típusa a Hyundai-nak, amely az elektromos autókra fókuszáló Ioniq almárka alatt kerül forgalomba. Ez a Hyundai eddigi legnagyobb elektromos autótípusa.

## Áttekintés
Az Ioniq 9-et 2024. november 20-án mutatták be Los Angelesben. A 2021 novemberében bemutatott Hyundai Seven Concept névre keresztelt koncepcióautón alapszik. A modell a fejlesztés során először az Ioniq 7 nevet kapta. Fejlesztési programjának végén, 2024 elején a modellt átnevezték Ioniq 9-re.
Az Aerosthetic elnevezésű koncepció szerint tervezett Ioniq 9 olyan aerodinamikailag optimalizált tervezési jellemzőket tartalmaz, mint például a kettős mozgású aktív légterelő elöl, a 3D alakú alvázburkolat és az alacsony ellenállású gumiabroncsok, amelyek 0,259 Cd légellenállási együtthatót érnek el. (egyes piacokon opcionális digitális oldaltükrökkel). Az utastérben lapos padló és személyre szabható ülési lehetőségek találhatók, beleértve az első és a második sorban hat-hét ülést, dönthető "relaxációs ülésekkel". A dinamikus testápoló rendszer érintésmasszázs funkcióval és a második sor utasainak elfordítható ülései közé tartozik a legfontosabb belső kínálat.
Bevezetése során az Ioniq 9-et egyetlen akkumulátorméret opcióval, egy 110,3 kWh kapacitású NCM lítium-ion akkumulátorral jelentették be. A Long Range RWD változat elérte a WLTP által becsült 620 km-es tartományt. A jármű támogatja a 400V/800V-os töltést, és 10%-ról 80%-ra képes 24 perc alatt feltölteni egy 350 kW-os töltővel. A bevezetés során bejelentett felszereltségi szintek közé tartozik a Long Range RWD, a Long Range AWD és a Performance AWD. Utóbbi 5,2 másodperc alatt képes felgyorsulni álló helyzetből 100 km/órás sebességre.
Az Ioniq 9 értékesítését 2025 első felében kezdik meg Dél-Koreában és az Egyesült Államokban, majd Európában és más régiókban.

## Külső hivatkozások
- Hivatalos weboldal  (Global)

## Fordítás
Ez a szócikk részben vagy egészben  a   Hyundai Ioniq 9 című angol Wikipédia-szócikk ezen változatának fordításán alapul.  Az eredeti cikk szerkesztőit annak laptörténete sorolja fel. Ez a jelzés csupán a megfogalmazás eredetét és a szerzői jogokat jelzi, nem szolgál a cikkben szereplő információk forrásmegjelöléseként.